# Choeromorpha flavolineata
Choeromorpha flavolineata là một loài bọ cánh cứng trong họ Cerambycidae.